# ヴァンザン県
ヴァンザン県（ヴァンザンけん、ベトナム語：Huyện Văn Giang / 縣文江?）は、ベトナム社会主義共和国フンイエン省の県である。

## 行政区画
以下の1市鎮10社を管轄する。
- ヴァンザン市鎮（Văn Giang / 文江）
- キューカオ社（Cửu Cao / 久高）
- リエンギア社（Liên Nghĩa / 連義）
- ロンフン社（Long Hưng / 隆興）
- メソ社（Mễ Sở / 米所）
- ギアチュー社（Nghĩa Trụ / 義柱）
- フンコン社（Phụng Công / 奉公）
- タンティエン社（Tân Tiến / 新進）
- タンロイ社（Thắng Lợi / 勝利）
- ヴィンクック社（Vĩnh Khúc / 永曲）
- スアンクアン社（Xuân Quan / 春關）